# Ai, Ai, Ai...
«Ai, Ai, Ai...» es una canción de la brasileña Vanessa da Mata, lanzada como sencillo en 2004.
Pertenece al disco "Essa boneca tem manual" el segundo disco de estudio de Vanessa da Mata, es el primer sencillo de este disco, producido por Liminha. Tiene un vídeo producido por Sergio Mastrocola, Pablo Nobel y Mauricio Eca. También fue grabada en vivo para el álbum Multishow Ao Vivo en 2009.
La canción fue banda sonora de la telenovela Belissima, de Red Globo en 2005. Premiada por Brazilian Music Award en 2006, por mejor canción del año. Fue canción número uno en Hot 100 Brasil y Hot 20 Suecia, donde estuvo 14 semanas.
En el 2008, el Vanessa da Mata con la banda Charlie Brown Jr. realizan una versión rock en vivo.